# Долганский, Сергей Николаевич
Серге́й Никола́евич Долга́нский (укр. Сергій Миколайович Долганський; род. 15 сентября 1974, Здолбунов, Ровенская область) — украинский футболист, вратарь, тренер. Последний клуб — «Ворскла», в которой он завершил карьеру летом 2013 года. В сезонах 2016/2017, 2017/2018 играющий тренер вратарей в команде «Жемчужина» (Одесса).

## Карьера игрока
Начал профессиональную футбольную карьеру в главной команде Ровно — «Верес», в составе которой провёл две игры в Первой лиге сезона 1992 года, по результатам которого команда пробилась в высшую лигу национального первенства. В матчах высшего дивизиона дебютировал 16 августа 1992 года в игре «Вереса» против львовских «Карпат» (ничья 1:1).
В 1993 году привлекался в состав молодёжной сборной Украины, за которую сыграл шесть матчей, пропустив четыре гола. Дебют состоялся 27 апреля в игре против сверстников из Израиля, победа со счётом 2:1.
В начале 1993 года перешёл в харьковский «Металлист», в котором были проблемы с попаданием в основной состав, и через полтора года вернулся в Ровно.
В начале сезона 1995/96 перешёл в одесский «Черноморец», в котором за год стал основным вратарём, всего провёл в команде три с половиной сезона. В начале 1999 года присоединился к криворожскому «Кривбассу», в составе которого на поле ни разу не появился, проведя вместо этого десять игр в составе второй команды. В 2000 году перешёл в киевский ЦСКА, в котором также был вынужден довольствоваться играми за вторую команду.
В начале 2001 года впервые присоединился к полтавской «Ворскле», в которой быстро занял позицию основного вратаря. С того времени пребывание игрока в Полтаве прерывалось на два года. Сначала, в 2002 году, он находился в составе донецкого «Шахтёра», где не смог пробиться в основной состав и провёл всего две игры за «Шахтер-2». Впоследствии, в 2004 году, снова выступал в Донецке, на этот раз в составе «Металлурга», где сначала был основным вратарём, а уже осенью потерял постоянное место на поле и, в конце концов, в начале 2005 года вернулся в «Ворсклу».
В мае 2010 года 35-летний футболист, который имел к тому времени в активе 144 матча в составе «Ворсклы», заключил новый годичный контракт с командой. Впоследствии контракт с голкипером снова был продлён, «Ворскла» стала последним профессиональным клубом в карьере Долганского, который завершил выступления на футбольном поле летом 2013 года в возрасте 38 лет.

## Карьера тренера
После завершения карьеры игрока начал работать тренером. В 2016—2018 годах работал тренером вратарей в одесском клубе «Жемчужина». Впоследствии вернулся в родную «Ворсклу» на такую же должность. С 4 января 2024 года возглавил клуб как и. о. главного тренера, а летом подписал полноценный контракт. В сезоне 2024/25 дела полтавчане набрали лишь девять очков в десяти матчах и занимали место рядом с зоной переходных матчей, в итоге 23 октября Долганский был уволен.

## Тренерская статистика
| Клуб            | Начало работы | Завершение работы | Показатели | Показатели | Показатели | Показатели | Показатели | Показатели | Показатели | Показатели |
| Клуб            | Начало работы | Завершение работы | И          | В          | Н          | П          | МЗ         | МП         | РМ         | %          |
| --------------- | ------------- | ----------------- | ---------- | ---------- | ---------- | ---------- | ---------- | ---------- | ---------- | ---------- |
| Ворскла (и. о.) | 4 января 2024 | 23 октября 2024   | 25         | 6          | 4          | 15         | 23         | 38         | −15        | 024,00     |
| Итого           | Итого         | Итого             | 25         | 6          | 4          | 15         | 23         | 38         | −15        | 024,00     |

## Достижения

### Игровые
- Серебряный призёр Первой лиги Украины: 1992
- Обладатель Кубка Украины: 2008/09
- Член Клуба Евгения Рудакова: 117 матчей «на ноль»

### Тренерские
- Финалист Кубка Украины: 2023/24